# Черемский природный заповедник
Чере́мский приро́дный запове́дник (укр. Черемський природний заповідник)  —  природный заповедник, расположенный в южной части Камень-Каширского района  (Волынская область, Украина). Создан — 19 декабря 2001 года. Площадь — 2 975,7 га.

## История
Черемский заповедник был создан Указом Президента Украины от 19 декабря 2001 г. №1234 на базе Черемского заказника, площадью 903 га и его охранной зоны, а также трёх заказников: орнитологического «Урочище Сузанка», общезоологического «Карасинский» и ботанического «Карасинский елевой-1».

## Описание
Черемский заповедник — 1-й и пока единственный заповедник Волынской области. Заповедник создан с целью сохранения типичных и уникальных природных комплексов Украинского Полесья. Структура заповедника: леса 64,5%, болота 33,7%, тропы и квартальные линии 0,7%, внутренние водоёмы — озёра (Редичи — 11 га, макс. глубина 4,5 м и Черемеское — 7,7 га, макс. глубина 7 м) – 0,6%, дороги 0,4%, мемориал партизанской славы 0,1%.